# Membros da Igreja de Deus Internacional
A Membros da Igreja de Deus Internacional, abreviado como "MIDI" (Em inglês: "Members Church of God International", abreviado como "MCGI") é uma organização religiosa cristã internacional, com sede nas Filipinas. Ele começou como um grupo pequeno, com menos de uma centena de crentes em 1977. É popularmente conhecida nas Filipinas como Ang Dating Daan, o título do programa religioso mais duradouro nas Filipinas, com o Irmão Eliseo Soriano e o Irmão Daniel Razon, quem são chamados de "Servos Geral" na igreja.
Membros da Igreja de Deus Internacional acredita que o Deus Todo-Poderoso, o Pai enviou seu Filho unigênito, Jesus Cristo, instrumental no estabelecimento da "Igreja de Deus", primeiro plantadas em Jerusalém e pregado pelos apóstolos. Eles acreditam que as nações gentias, incluindo as Filipinas e outros países fora de Israel, são participantes da promessa de vida eterna, através da crença em Jesus Cristo e do evangelho e não são autorizados por Deus para estabelecer a sua própria igreja, mas meros membros associados com o mesmo "corpo", a igreja, escrito no Evangelho ao aceitá-la e executar as doutrinas escritos pelos apóstolos. Guiada por este princípio bíblico , nome de registro do governo da igreja contém palavras descritivas "membros" para enfatizar a associação do grupo , com a verdadeira "Igreja de Deus" , escrito na Bíblia que foi estabelecida há muito tempo.
Em 25 de Abril de 1980, em conformidade com as regulamentações governamentais, Eliseo Soriano registado o grupo com a Securities and Exchange Commission (SEC) das Filipinas como "Ang Mga Kaanib sa Iglesia ng Dios Kay Kristo Hesus, Haligi at Saligan ng Katotohan, sa Bansang Pilipinas" (Em Português: "Os Membros da Igreja de Deus em Cristo Jesus, a Coluna e Fundamento da Verdade nas Filipinas"). Em 2004, o seu nome registrado foi mudado para " Membros da Igreja de Deus Internacional" (Em inglês: "Members Church of God International") em linha com a expansão internacional da igreja.
Para eles, o objetivo principal da igreja, como ordenado por Jesus Cristo , é propagar o evangelho a todas as nações , até o fim dos tempos , converter os pecadores para crer e glorificar a Deus e fazê-los se qualificar para a vida eterna no céu. A MIDI é uma Congregação de Cristãos crentes cujos ensinamentos e crenças são baseados nas Sagradas Escrituras. Os membros da Igreja são ensinados a seguir fielmente as doutrinas de Cristo e ser cidadãos cumpridores da lei.
Atualmente, MIDI está presente em seis continentes habitados do mundo, com mais de 1.360 congregações locais estabelecidos. O seu programa emblemático "O Caminho Antigo" (também conhecido como "The Old Path" (Ingles), "Ang Dating Daan" (Tagalo), "El Camino Antiguo" (Espanhol)) está sendo transmitida em mais de 70 países, em em diferentes idiomas, mais de televisão terrestre, rádio, internet e transportada por pelo menos sete satélites em todo o globo. O programa começou no rádio em 1980 e mais tarde na televisão em 1983 com um formato interativo em que o público pode fazer perguntas bíblicas para o irmão Soriano que responde diretamente através da Bíblia.
Eles acreditam em Deus, o Pai , o Filho Jesus Cristo , e do Espírito Santo, mas eles adotam a orientação antitrinitarismo, rejeitando o conceito trinitário que há "um só Deus em três pessoas co-iguais ", o que para eles é contra a Bíblia. Eles acreditam que o Pai é maior do que tudo , maior do que Jesus Cristo , conforme declarado pelo próprio Cristo. Eles não observam costumes e tradições que consideram ter origens pagãs incompatível com o cristianismo. Os Membros da Igreja de Deus Internacional prefere -se a ser chamado como "Cristãos". Dentro da igreja, Eli Soriano é conhecido por ser um especialista da Bíblia.

## História
A Membros da Igreja de Deus Internacional nas Filipinas enraizada a partir de um grupo religioso semelhante chamado "Iglesia ng Dios kay Kristo Hesus, Haligi at Suhay ng Katotohanan" (em Português: "Igreja de Deus em Cristo Jesus, o Pilar e Suporte da Verdade"), primeiro dirigida pelo Irmão Nicolas Antiporda Perez em Pulilan, Bulacan, Filipinas em 1928.
Em 10 de Dezembro de 1936, a igreja foi registrado com o governo filipino pelo Irmão Nicolas Antiporda Perez como o primeiro -ministro da Igreja com o Office Central em Pasay City, Filipinas. Desde o ano a igreja foi estabelecida , os trabalhadores da igreja estavam sendo enviados para as províncias vizinhas ao redor de Manila. Irmão Perez levar a igreja a partir de 1928 até sua morte em maio de 1975, a igreja ainda era um grupo pequeno, com menos de cem congregações.
Após a morte do irmão Perez em 1975, Levita Gugulan , secretário-geral da igreja , uma mulher , conseguiu como ministro chumbo. Irmão Eliseo Soriano, o único ministro ordenado por Perez, rebateu a autoridade do Levita Gugulan. Irmão Soriano afirma que uma mulher não é permitido para se tornar um líder de uma igreja , com base na Bíblia. Este princípio também foi ensinado pelo irmão Perez , enquanto ele ainda está vivo. 
Em 21 de Fevereiro de 1976 , o Irmão Eliseo Soriano, juntamente com outros 16 membros, deixou Levita Gugulan e registrou uma nova organização com o Governo das Filipinas em 1977. Era chamado de "Mga Kaanib sa Iglesia ng Dios kay Kristo Hesus, Haligi at Saligan ng Katotohanan sa Bansang Pilipinas" (traduzido como "Membros da Igreja de Deus em Cristo Jesus, coluna e fundamento da verdade nas Filipinas").
Em 1980, as obras missionárias começou e foi feito pela primeira vez nas cidades de Pampanga e, em seguida, as províncias vizinhas de Bulacan , Rizal, Nueva Ecija, Bataan, e Metro Manila. 
Em 1980, a igreja lançou o programa de rádio Ang Dating Daan (ADD) na estação de rádio local DWWA 1206 kHz com recursos limitados. O programa tornou-se popular nas Filipinas por causa do segmento de pergunta e resposta. Em 1983, o programa iniciou seu programa de televisão nacional em IBC Canal 13. transferido para RJTV 29, o governo de propriedade PTV-4, SBN 21, e agora UNTV-37.
Em 2004, a igreja mudou seu nome registrado com o governo filipino para "Members Church of God International" (traduzidos em Português: "Membros da Igreja de Deus Internacional"). Em 7 de Janeiro de 2006, a primeira "Exposição da Bíblia" (traduzida em Inglês: "Bible Exposition") ao vivo nos Estados Unidos foi realizada em Los Angeles, Califórnia. Em 2008, a Bíblia Expositions foram realizados no continente da Oceania trazendo a primeira congregação em Papua Nova Guiné. No mesmo ano, as congregações foram estabelecidos em Gana, África Ocidental , como resultado de uma série de estudos bíblicos em África. Em 2009, a igreja foi introduzido na América do Sul.

## Organização e administração da igreja
A organização é gerida pela Administração Central liderado pelo Ministério dos Trabalhadores na igreja. Administração Central é composto pelo "Servo No Geral", "assitante ao Servo No Geral", "o Conselho do Ministério Helpers" e "Obreiros da Igreja. Atualmente, o Irmão Eliseo Fernando Soriano é o Servo Geral e o Irmão Daniel Razon é o assitante ao Servo Geral. Eles supervisionam toda a organização e supervisionar a implementação de políticas e projetos. 
Eles ensinam o Conselho fazer Ministério ajudantes e Obreiros da Igreja todas as doutrinas de Cristo, supervisionar a execução das tarefas e responsabilidades que lhes são atribuídas, incluindo outros oficiais em vários ministérios e organizações da igreja. O Servo geral prepara o tema bíblico e pregar sermões. Uma parte dela será entregue e discutido por seu vice. Pregação do tema bíblico é feito pelos Servos geral , ao vivo ou gravados , que está sendo transmitida em todas as congregações locais. Eles também pessoalmente levar tempo para resolver problemas espirituais e pessoais dos membros durante o período de consulta sobre recolhimento de Ação de Graças.

## Evangelização

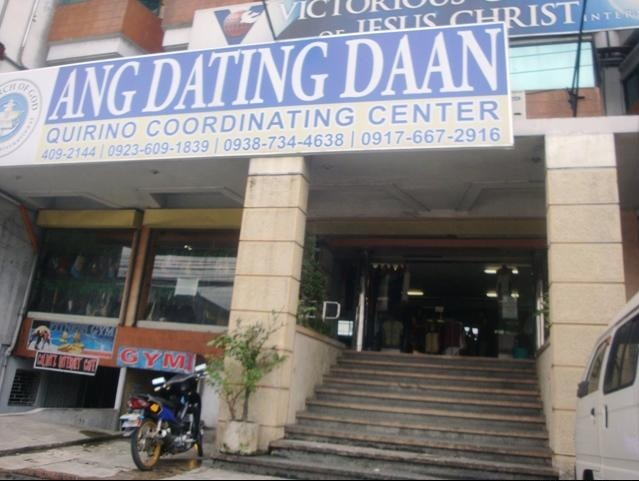
Ao contrário de outras denominações cristãs, MCGI opta por alugar um espaço em assentamentos urbanos

O Ir. Eli Soriano viaja incessantemente ao redor do mundo para cumprir um mandamento de Cristo em especial. Mateus 24:14 diz: "E este evangelho do reino será pregado em todo o mundo, em testemunho a todas as nações, e então virá o fim".
Com a expansão contínua do trabalho de evangelização, que se estende das Missões Ministeriais Exteriores através da realização de exposições das Escrituras até pontos remotos. A extensão do trabalho aumentou e está alcançando até as nações ilhadas onde as populações estão buscando bolsas de estudos interativas e perspicazes da Bíblia. Mais canais de comunicação estão sendo criados, na esperança de alcançar mais pessoas para que conheçam a verdade. Para tocar no crescente público de rede de editores, o Ir. Eli abriu um blog oficial no site Wordpress.com, que atrai um número de leitores internacionais. Isto tornou-se um outro local, através da qual os leitores podem fazer perguntas a respeito de fé e de espiritualidade.

## Cristologia
A igreja é não-trinitária, o que significa que eles rejeitam a doutrina da Trindade, que é considerado o dogma central do cristianismo católico e protestante. Eles creem no Pai: Deus Todo-Poderoso é Salvador sobre todos, maior que o Filho e o Espírito Santo. O Filho: é Deus, mas não é Todo-Poderoso como o Deus Pai, Ele é igual ao Pai como Deus, pois foi gerado pelo Pai mas não é maior do que Ele porque foi enviado por Deus Pai. Cristo foi posto como o cabeça da Igreja e como rei dos reis e Senhor dos senhores até quando houver aniquilado todo o império, e toda a potestade e força, e depois virá o fim, quando Ele entregar o reino a Deus, o Pai, que será tudo em todos (I Coríntios 15: 24-28). O Espírito Santo: é parte do Pai e do Filho e também é chamado de Deus, mas não como uma pessoa. Eles não observam o Natal, a Páscoa, ou outros feriados e costumes que consideram ter origens pagãs incompatíveis com o cristianismo primitivo.

## Obras de caridade
Eles têm um Grupo Humanitário chamado "Fundação Kamanggagawa". O cronograma do Ir. Eli Soriano e do Ir. Daniel Razón não limita a sua tarefa de alcançar às populações que necessitam de serviço público. Mesmo quando ainda baseado nas Filipinas, eles lideraram muitos programas de alimentação para os jovens em áreas degradadas e lideraram a unidade de assistência cívica para os idosos e os pobres. Através de suas instituições de caridade, muitas pessoas foram beneficiadas com serviços sociais contínuos e gratuitos. Suas obras de caridade incluem o recém-fundado asilo de idosos, orfanatos, hospitais e clínicas, e a escola. As atividades de serviço social como missões médicas, programas de alimentação, serviços jurídicos, feiras de emprego, passeios livres, entre outros, têm servido bem os princípios da Bíblia que eles estão pregando. Agora que se propagaram no exterior, planos para estender os seus serviços sociais estão tomando forma e se ajustando para tornar possível em diversas comunidades , junto com a já crescente campanha espiritual que eles estabeleceram.